# Sturgeon River (Echoing River)
Der Sturgeon River ist ein rechter Nebenfluss des Echoing River in den kanadischen Provinzen Ontario und Manitoba.
Der Sturgeon River entspringt im Nordwesten von Ontario. Er fließt anfangs in südlicher Richtung, später wendet er sich nach Westen und durchfließt die Hudson Bay-Niederung im äußersten Nordwesten von Ontario. Er durchfließt den langgestreckten Sturgeon Lake und nimmt im Anschluss den Hayhurst River von rechts auf und überquert die Grenze nach Manitoba. Etwa 15 km jenseits der Grenze mündet der Sturgeon River in den von Süden kommenden Echoing River. Der Sturgeon River hat eine Länge von ungefähr 110 km.